# Place du Puits-Rouge
La place du Puits-rouge est une place de la ville de Luxembourg.

## Situation et accès
C'est une place triangulaire de petite taille se trouvant dans la Grand’rue à Luxembourg-ville. La place se situe actuellement au niveau de la jonction de cette dernière avec la rue du Génistre et se termine à l’intersection de la Grand’rue avec la rue du Fossé. Elle tient son nom d’un puits et de sa structure en brique rouge qui se trouvait à son emplacement.

## Historique

### Le Puits-Rouge
Le puits dont la place tient encore aujourd’hui le nom était à vocation militaire. Il avait été creusé pour répondre aux besoins des soldats de la garnison de la forteresse de Luxembourg qui en avait la propriété, cependant il n’est pas clair si elle en faisait un usage exclusif. Sa construction aurait été commencée vers la fin du XVIIe siècle par la garnison espagnole de l'époque et terminée en 1740 sous le règne de Marie-Thérèse d'Autriche par la garnison néerlandaise qui la remplaça.
Le site choisi pour creuser le puits se trouvait sur des terres restées longtemps en friches, entre le premier et le deuxième mur d’enceinte de la ville, à proximité de la « Acht-Pforte » et contigu à la Grand’rue. Il est d’ailleurs possible, que l’emplacement choisi accueillait précédemment un marché de bétail, car une croix de marché figurerait sur de vieux plans de la ville.
Techniquement, le puits était d’une profondeur de 62 mètres et comprenait une roue hydraulique à aubes actionnée par des soldats à la tâche. Grâce au système mécanique, il était possible de remonter de l’eau à une cadence pouvant atteindre deux conteneurs d'eau de 108 litres remontés successivement en dix minutes. L’eau ainsi remontée était ensuite emmagasinée dans un réservoir et celui-ci était probablement raccordé à un robinet. De plus, le puits était pourvu d’une superstructure en brique rouge dont le puits tire son nom.

À la suite de la décision internationale prise en 1867 de démanteler la forteresse de Luxembourg, les puits à fonction militaires (dont le Puits rouge faisait partie), ainsi que leurs structures souvent en pierre de taille disparaissent au même titre que les fortifications. En vertu de cette décision et de l’avancée technologique rendant les puits progressivement dépassés, le Puits-Rouge et sa structure furent démolis dès 1867. Ceci permit d’ailleurs d’améliorer sans aucun doute la circulation sur la Grand’rue. À la suite de son démantèlement, il fut temporairement couvert d’une plaque de fonte jusqu’à ce que l’on le recouvre par un candélabre.

### Transitions
La place du Puits-Rouge a connu nombre de transformations au fil des années. Après le démantèlement du puits, en libérant l’espace, la place devint plus aisément circulable que ce soit en carrosse ou par la suite en automobile. Elle était d’ailleurs tout juste assez grande pour pouvoir y faire stationner quelques voitures. Cet usage prit fin lorsque la ville de Luxembourg inaugura le 19 septembre 1981 la Grand-rue en tant que zone piétonne et de ce fait la place du Puits-rouge avec. À l’endroit où se trouvait auparavant le puits, une fontaine fut aménagée. Celle-ci installée durant l’été 1982, se verra agrémentée d’une statue inaugurée le 21 août 1982. La statue, une sculpture en bronze, est l’œuvre de l’artiste luxembourgeois Will Lofy. Celle-ci est basée sur le thème du « Hämmelsmarsch » et repose sur un plan d’eau de forme octogonale bordé de pierres en granite rose.